# Твоето движение
Твоето движение (на полски: Twój Ruch), до 2013 година Движение на Паликот, е центристка социаллиберална политическа партия в Полша.
Основана е през 2010 година от политика Януш Паликот, който напуска управляващата партия Гражданска платформа, заемайки по-либерални и антиклерикални позиции. На изборите през 2011 година партията постига изненадващ успех, заемайки трето място с 10% от гласовете и 40 места в Сейма. На изборите през 2015 година не влиза в парламента.